# Rorippa intermedia
Rorippa intermedia är en korsblommig växtart som först beskrevs av Carl Ernst Otto Kuntze, och fick sitt nu gällande namn av Ronald Lewis Stuckey. Rorippa intermedia ingår i släktet fränen, och familjen korsblommiga växter. Inga underarter finns listade i Catalogue of Life.